# Спас (Нерехтский район)
Спас — село в Нерехтском районе Костромской области. Входит в состав Волжского сельского поселения.

## География
Находится в юго-западной части Костромской области на расстоянии приблизительно 27 км на восток по прямой от районного центра города Нерехта менее чем в 2 км от правого берега Волги.

## История
Известно с 1764 года как село, принадлежавшее Ипатьевскому монастырю. Название по местной церкви Спаса Преображения. В 1872 году здесь было учтено 28 дворов, в 1907 году отмечено было 42 двора.

## Население
Постоянное население составляло 194 человека (1872 год), 237 (1897), 232 (1907), 121 в 2002 году (русские 88 %), 94 в 2022.

## Достопримечательности
Преображенская церковь.